# Genista germanica
Espèce
Classification phylogénétique
Genista germanica, le genêt d'Allemagne, est une espèce de plantes à fleurs de la famille des Fabaceae trouvée en Europe.

## Description
C'est un petit arbrisseau vivace et épineux haut de 30 à 60 cm. Cette plante ligneuse, aux rameaux dressés, verts, velus, présente des épines (souvent ramifiées, parfois simples) sur les rameaux anciens tandis que les jeunes restent inermes. Les feuilles sont simples, munies d'un court pétiole, lancéolées, luisantes, ciliées, dépourvues de stipules. Les fleurs jaunes, petites, velues, se disposent en grappes terminales.

## Distribution
Espèce européenne, le genêt d'Allemagne vit en Europe centrale, jusqu'au Danemark, à la Russie et à l'Italie centrale.
En France métropolitaine, on le trouve dans presque tout l'Est, disséminé dans le Centre ; absent du Nord, de l'Ouest et du Midi.

## Écologie
Héliophile, il peuple les bois clairs, les landes, les pelouses sur des sols siliceux. Floraison en mai et juin.
Il est signalé en forte régression dans le territoire de la flore de J. Lambinon et al..